# Holmgrenia rufescens
Holmgrenia rufescens là một loài Rêu trong họ Entodontaceae. Loài này được (Dicks. ex Brid.) Lindb. mô tả khoa học đầu tiên năm 1863.